# Husvåltjärnen
Husvåltjärnen är en sjö i Bergs kommun i Härjedalen och ingår i Ljungans huvudavrinningsområde. Sjön har en area på 0,0708 kvadratkilometer och ligger 800,4 meter över havet.

## Delavrinningsområde
Husvåltjärnen ingår i det delavrinningsområde (697622-135180) som SMHI kallar för Mynnar i Tandån. Medelhöjden är 848 meter över havet och ytan är 3,83 kvadratkilometer. Det finns inga avrinningsområden uppströms utan avrinningsområdet är högsta punkten. Vattendraget som avvattnar avrinningsområdet har biflödesordning 3, vilket innebär att vattnet flödar genom totalt 3 vattendrag innan det når havet efter 329 kilometer. Avrinningsområdet består mestadels av skog (53 procent) och kalfjäll (45 procent). Avrinningsområdet har 0,07 kvadratkilometer vattenytor vilket ger det en sjöprocent på 1,9 procent.